# Bernard James Sullivan
Bernard James Sullivan SJ (* 24. März 1889 in Trinidad, Colorado; † 16. Mai 1970 in Denver) war ein US-amerikanischer Ordensgeistlicher und römisch-katholischer Bischof von Patna.

## Leben
Bernard James Sullivan besuchte das Jesuitenkolleg in Denver. Er trat am 29. Juli 1907 der Ordensgemeinschaft der Jesuiten bei. In Florissant absolvierte Sullivan das Noviziat (1907–1909) und das Juniorat (1909–1911). Von 1911 bis 1914 studierte er Philosophie und von 1919 bis 1922 Katholische Theologie an der Saint Louis University. Am 26. Juni 1921 empfing Bernard James Sullivan das Sakrament der Priesterweihe. 1928 wurde er Apostolischer Administrator des vakanten Bistums Patna.
Am 15. Januar 1929 ernannte ihn Papst Pius XI. zum Bischof von Patna. Der Apostolische Delegat in Britisch-Indien, Erzbischof Edward Aloysius Mooney, spendete ihm am 17. März desselben Jahres in Bankipore die Bischofsweihe; Mitkonsekratoren waren der Bischof von Ranchi, Louis Van Hoeck SJ, und der Koadjutorbischof von Dacca, Timothy Joseph Crowley CSC.
Papst Pius XII. nahm am 4. Juni 1946 das von Bernard James Sullivan vorgebrachte Rücktrittsgesuch an und ernannte ihn zum Titularbischof von Halicarnassus. Danach lehrte er Philosophie und war als Spiritual am Jesuitenkolleg in Denver tätig.